# Aeroporto di Malaga
L'Aeroporto di Málaga (IATA: AGP, ICAO: LEMG), è il principale aeroporto che serve la Costa del Sol in Spagna. Situato a sudovest di Malaga, ad appena 8 km dal centro della città e 5 km a nord di Torremolinos, è collegato a 60 nazioni e genera un traffico annuo di 18 milioni di passeggeri; attualmente è dotato di tre terminal di cui il terzo inaugurato nell'anno 2008. L'aeroporto è gestito dall'Aena.
Attualmente l'aeroporto di Málaga è il quarto di Spagna dopo Madrid-Barajas, Barcellona e Palma di Maiorca, e il terzo della penisola iberica per numero di passeggeri, mentre a livello europeo si situa al ventiduesimo posto. Nel 2006 vi sono transitati 13.076.252 passeggeri, dei quali tre quarti imbarcati su voli internazionali, e vi hanno avuto luogo 127.769 operazioni tra decolli e atterraggi. Le statistiche del 2022 hanno mostrato un incremento, con 18.457.194 passeggeri e 144.107 operazioni totali.